# دن گراپ (نیک‌شهر)
دن گراپ یا اسلام‌آباد، روستایی در دهستان بنت بخش بنت شهرستان نیک‌شهر در استان سیستان و بلوچستان ایران است.

## جمعیت
بر پایه سرشماری عمومی نفوس و مسکن در سال ۱۳۹۵، جمعیت این روستا برابر با ۳۰۲ نفر (۷۰ خانوار) بوده است.